# Per-Olov Brasar
Per-Olov Brasar (Falun, 1950. szeptember 30. –) svéd profi jégkorongozó.

## Pályafutása
1969 és 1977 között a svéd Leksands IF-ben játszott. 1973-ban és 1975-ben bajnok lett a csapattal. Játszott az 1976-os Kanada-kupán és négy világbajnokságon szerepelt, amelyeken egy ezüst- és három bronzérmet nyert. 1977 és 1980 között az NHL-es Minnesota North Stars játékosa volt. Az 1979–1980-as szezon közben a Vancouver Canuckshoz került. Itt 1982-ig játszott és részese volt egy vesztes Stanley-kupa döntőnek. 1982-ben visszament a svéd Leksands IF-be. 1983-ban vonult vissza a Mora IK-ből. 348 NHL mérkőzésen 64 gólt ütött, 142 gólpasszt adott, összesen tehát 206 pontot szerzett.